# Комплект ВФ
Комплект ВФ (войсковой фельдшерский) — специальный набор (комплект) медицинского оборудования и лекарственных препаратов, предназначенных для оказания первой медицинской и доврачебной помощи фельдшером в войсках. 
Комплект ВФ является штатным для медицинского взвода батальона, также им оснащаются все последующие этапы медицинской эвакуации. Помимо этого данный комплект состоит на оснащении многих экстренных служб, и является единицей хранения на складах ГО и ЧС.
С комплектом ВФ, схож комплект ПФ (полевой фельдшерский).

## Комплектация

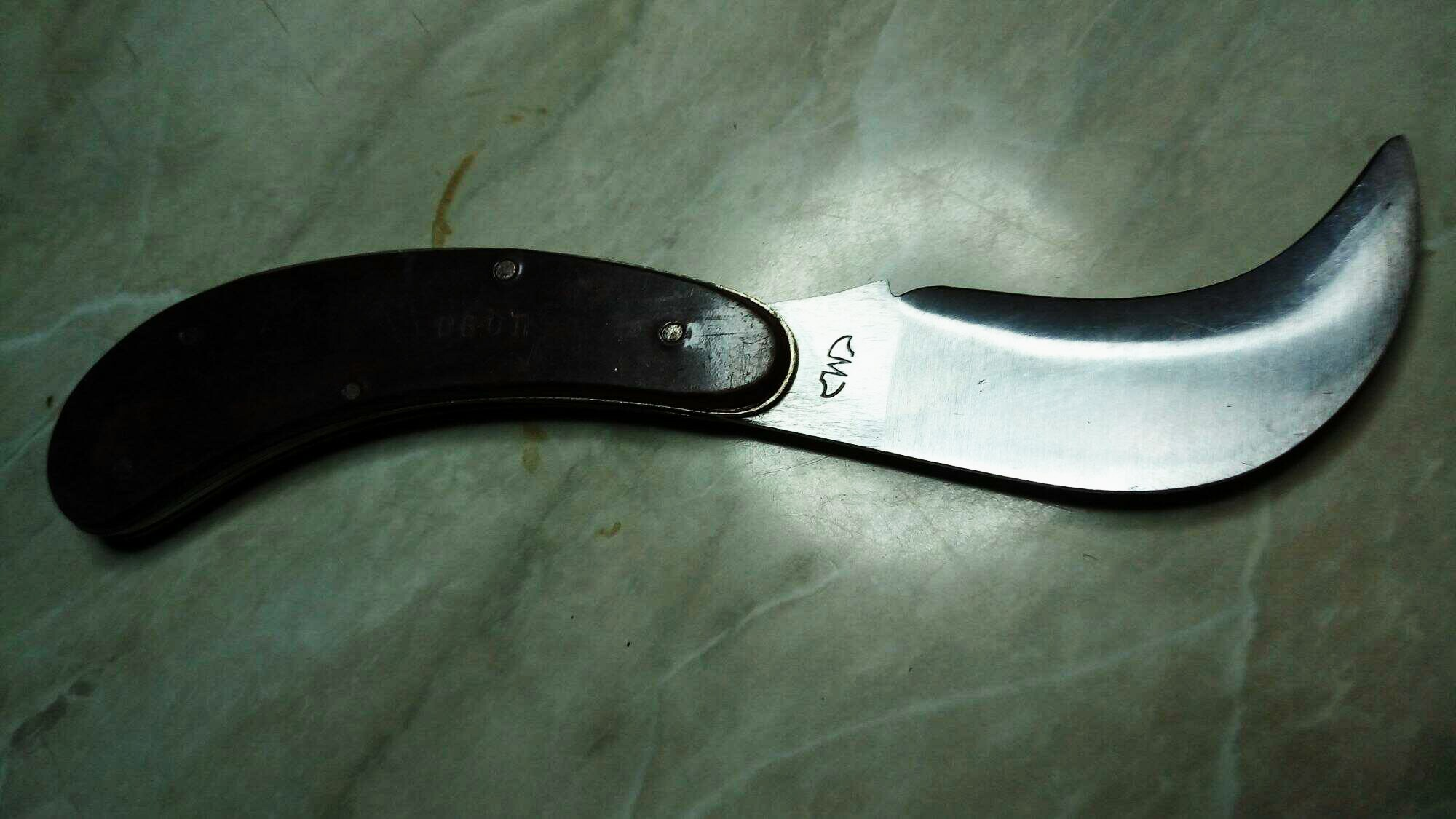
Складной садовый нож «Мичуринец» номер 2, входивший в комплект. Изготовлен по заказу Министерства обороны СССР.

В своем составе комплект ВФ содержит:
- афин (1 мл в шприц-тюбике) — 10 штук;
- сиднокарб (0,01 г в таблетке, 50 штук в упаковке) — 2 упаковки;
- антициан (20%-ный раствор 1 мл в ампуле) — 10 ампул;
- П-10 М (0,2 г в таблетке, 2 штуки в упаковке) — 3 упаковки;
- феназепам 1%-ный 1 мл — 10 ампул;
- цистамин (0,2 г в таблетках, 6 штук в упаковке) — 20 упаковок;
- этаперазин (0,006 г в таблетках, покрытых оболочкой, 5 штук в упаковке) — 10 упаковок;
- доксициклина гидрохлорид (0,1 г активного вещества в капсулах, 10 штук в упаковке) — 5 упаковок;
- эфедрин 10 ампул;
- нашатырный спирт в ампулах с оплеткой;
- соду;
- кофеин-бензоат натрия;
- амидопирин;
- эуфиллин в таблетках;
- трубку дыхательную ТД-1;
- амилнитрит в ампулах;
- кордиамин;
- калия перманганат;
- перевязочный материал;
- жгут кровоостанавливающий;
- ножницы хирургические;
- пинцет;
- скальпель;
- шприцы и футляры-стерилизаторы к ним;
- термометры;
- нож садовый.

## Применение
Комплект предназначен для оказания первой медицинской и доврачебной медицинской помощи, создан для использования лицами со средним медицинским образованием. Комплектом ВФ оснащаются службы, предназначенные для оказания помощи одномоментно большому количеству раненых и поражённых, возникающих, например, при стихийных бедствиях, военных конфликтах, терактах и применении оружия массового поражения.